# شارل آرميت
شارل آرميت (بالفرنسية: Charles Hermite)‏ هو رياضياتي فرنسي. ولد في الرابع و العشرين من ديسمبر عام 1822، وتوفي في الرابع عشر من يناير عام 1901. قام بأبحاث في مجالات نظرية الأعداد والأشكال التربيعية ومتعددات الحدود المتعامدة والدوال الإهليلجية والجبر.

## حياته
ولد هيرميت في مدينة ديوس في إقليم موزيل في فرنسا.
في عام 1842، نشرت المجلة الفرنسية حوليات جديدة للرياضيات أول مساهمة لهيرميت في الرياضيات. تتمثل هذه المساهمة في برهان بسيط على مبرهنة نيلس هنريك أبيل المتعلقة باستحالة ايجاد حلحلة جبرية للمعادلات الحدودية من الدرجة الخامسة.
مات هيرميت في باريس عن عمر يناهز ثمان وسبعين سنة. كان ذلك في 14 يناير عام 1901.

## مساهمته في الرياضيات
تضم مساهمات هيرمت في الرياضيات أعمالا حول الدوال الأبيلية والدوال الإهليلجية ونظرية الأعداد. في عام 1858، حلحل المعادلة من الدرجة الخامسة مستعملا الدوال الإهليلجية. وفي عام 1873، برهن أن e، قاعدة اللوغارتم الطبيعي، عدد متسام. بُعيد ذلك، استعمل فيردينوند فون ليندمان تقنيات مشابهة لتقنيات هيرميت من أجل البرهان على أن π عدد متسام أيضا.

## منشوراته
- «درس في التحليل في المدرسة متعددة التقنيات، الجزء الأول», Paris: Gauthier–Villars, 1873.

## روابط خارجية
- شارل آرميت على موقع الموسوعة البريطانية (الإنجليزية)